# Tjop
Tjop (ukrainsk: Чоп, tr. Tjop; ungarsk: Csap; slovakisk: Čop; rusinsk: Чоп; jiddisch: טשאָפּ) er en by beliggende i Zakarpatska oblast (provins) i det vestlige Ukraine, tæt på grænserne til Slovakiet og Ungarn. Den er adskilt fra den ungarske by Záhony ved floden Tisza, og ligger på højre bred af denne. Den ligger i Uzhhorod rajon men er ikke en del af denne, og blev 2003 udpeget som By af regional betydning. Byen har 8.626 (2022) indbyggere.

## Historie
Ligesom resten af Transkarpaterne var Csap (som det dengang hed) en del af Ungarn indtil 1920, hvor det som følge af Trianon-traktaten efter 1. verdenskrig blev indlemmet i det nyoprettede Tjekkoslovakiet, hvor det hørte til Slovakiet og ikke til Karpato-Rutenien. Under Anden Verdenskrig blev den kortvarigt ungarsk igen. Men efter krigen blev det som en del af aftalerne mellem Tjekkoslovakiet og Sovjetunionen en del af den udvidede Ukrainske Socialistiske Sovjetrepublik (nu Ukraine) og antog den ukrainske version af sit navn, "Чоп".